# Cícons
Els cícons (grec antic: Κίκονες, llatí: Cicones) foren un poble de Tràcia que vivia a la costa, entre els rius Lissos, a l'oest, i l'Hebros, a l'est. El seu heroi epònim fou Cícon, fill d'Apol·lo i Ròdope. Orfeu va conviure amb ells, i allí es van iniciar els misteris d'Apol·lo.
A la Ilíada figura com un dels pobles aliats de Príam a la guerra de Troia. Manats per Mentes, no es van destacar gaire a la batalla.
Els cícons tenen un paper més important a l'Odissea. Quan Odisseu va arribar al seu territori en una primera escala al sortir de Troia, va acostar-se a una de les seves ciutats, Ísmaros, i la va assetjar i conquerir. Va saquejar-la, i només perdonà un sacerdot d'Apol·lo, Maró, que, agraït, li va donar diversos presents i dotze àmfores d'un vi boníssim, que havia de permetre a Odisseu emborratxar Polifem en una etapa següent del seu viatge. Després de saquejar la ciutat, Odisseu va aconsellar als seus homes que marxessin, i s'acontentessin amb el botí que havien pres. Però no el van escoltar, i llavors van organitzar-se altres pobles de cícons de l'interior que van acudir per atacar-los. Van morir sis homes de cada nau, i Odisseu i els supervivents es van embarcar i van fugir.
Els cícons encara existien en època històrica. Heròdot els cita entre els pobles i els territoris que travessà Xerxes en temps de les guerres mèdiques.